# Конфолан (округ)
Конфолан (фр. Confolens) — округ во Франции, один из округов в регионе Пуату — Шаранта. Департамент округа — Шаранта. Супрефектура — Конфолан.
Население округа на 2009 год составляло 65 088 человек. Плотность населения составляет 29 чел./км². Площадь округа составляет 2 268 км².